# 816
| 816                |
| ------------------ |
| Dødsfald - Fødsler |
|                    |

| Gregoriansk kalender | 816 DCCCXVI             |
| Ab urbe condita      | 1569                    |
| Armensk kalender     | 265 ԹՎ ՄԿԵ              |
| Kinesiske kalender   | 3512 – 3513 乙未 – 丙申 |
| Etiopisk kalender    | 808 – 809               |
| Jødisk kalender      | 4576 – 4577             |
| Hindukalendere       |                         |
| - Vikram Samvat      | 871 – 872               |
| - Shaka Samvat       | 738 – 739               |
| - Kali Yuga          | 3917 – 3918             |
| Iransk kalender      | 194 – 195               |
| Islamisk kalender    | 200 – 201               |

Se også 816 (tal)